# Cecidomyza nudipennis
Cecidomyza nudipennis är en tvåvingeart som först beskrevs av Zetterstedt 1838.  Cecidomyza nudipennis ingår i släktet Cecidomyza och familjen gallmyggor.
Artens utbredningsområde är Sverige. Inga underarter finns listade i Catalogue of Life.